# Devonshire Colts
El Devonshire Colts FC es un equipo de fútbol de Bermudas que juega en la Primera División de Bermudas la segunda liga de fútbol más importante del país.

## Historia
Fue fundado en el año 1958 en la ciudad de Devonshire y tienen una rivalidad con el otro equipo de la ciudad, el Devonshire Cougars. Ha sido campeón de la Liga Premier de Bermudas en 3 ocasiones, ha ganado el título de copa en 5 ocasiones en 14 finales jugadas, 4 trofeos de la Amistad en 15 finales, 2 copas Martonmere en 8 finales, 3 trofeos Dudley Eve en 5 finales y 2 veces la Super Copa en 5 apariciones.
A nivel internacional ha participado en 1 torneo continental, en la Copa de Campeones de la Concacaf del año 1973 en la que fue eliminado en la Segunda ronda por el Jong Colombia de Antillas Neerlandesas.
Descendió en la Temporada 2010-11 tras ubicarse en la última posición entre 10 equipos.

## Palmarés
- Liga Premier de Bermudas: 3

1971-72, 1972-73, 1996-97
- Copa FA de Bermudas: 5

1972/73, 1973/74, 1998/99, 2000/01, 2006/07
- - Finalista: 9

1966-67, 1967-68, 1970-71, 1975-76, 1983-84, 1987-88, 1992-93, 1997-98, 1999-2000

## Participación en competiciones de la Concacaf
- Copa de Campeones de la Concacaf: 1 aparición

1973 - abandonó en la Segunda ronda
| Año  | Rival            | Ida   | Vuelta |
| ---- | ---------------- | ----- | ------ |
| 1973 | North Village CC | 3 - 1 | 3 - 4  |
|      | Jong Colombia    | w.o   |        |